# Le Joueur de tango
Pour plus de détails, voir Fiche technique et Distribution.
Le Joueur de tango (Der Tangospieler) est un film allemand réalisé par Roland Gräf, sorti en 1991.

## Synopsis
En 1968, l'historien Dallow est libéré de prison. Il essaie alors de comprendre pourquoi il a été enfermé pour diffamation de l'état pendant presque deux ans.

## Fiche technique
- Titre : Le Joueur de tango
- Titre original : Der Tangospieler
- Réalisation : Roland Gräf
- Scénario : Roland Gräf d'après le roman de Christoph Hein
- Musique : Günther Fischer, Hector Piazzolla et Julio C. Sanders
- Photographie : Peter Ziesche
- Montage : Monika Schindler
- Production : Herbert Ehler
- Société de production : DEFA-Studio Babelsberg et CSM Productions
- Pays :  Allemagne
- Genre : Drame
- Durée : 96 minutes
- Dates de sortie : 
  -  Allemagne : 28 février 1991

## Distribution
- Michael Gwisdek : Hans-Peter Dallow
- Corinna Harfouch : Elke
- Hermann Beyer : Dr. Berger
- Peter Prager : Roessler
- Peter Sodann : Schulze
- Reiner Heise : Müller
- Jaecki Schwarz : Harry

## Distinctions
Le film a été présenté en sélection officielle en compétition lors de Berlinale 1991.